# Psautier d'Oxford

Le Psautier d'Oxford est un psautier médiéval en anglo-normand.

## Éditions
- (en) Ian Short (éd.), The Oxford Psalter (Bodleian MS Douce 320) [« Le Psautier d'Oxford »], Oxford, Anglo-Norman Text Society, coll. « Anglo-Norman Texts » (no 72), 2015, 1re éd., 1 vol., XV-236-[1], 22 cm (ISBN 0-905474-61-9 et 978-0-905474-61-8, EAN 9780905474618, OCLC 948865211, SUDOC 192690949).